# Bùi Đức Sòn
Bùi Đức Sòn là một tướng lĩnh Công an nhân dân Việt Nam, hàm Thiếu tướng. Ông nguyên là Giám đốc Công an tỉnh Hòa Bình, và là vị tướng đầu tiên của lực lượng Công an nhân dân tỉnh Hòa Bình.

## Xuất thân
Thiếu tướng Bùi Đức Sòn sinh năm 1955 tại huyện Lạc Sơn, tỉnh Hòa Bình. Con trai ông là Thượng tá Bùi Việt Hùng, sinh năm 1983, Phó Giám đốc Công an tỉnh Hòa Bình.

## Giáo dục
Ngày 1 tháng 5 năm 1974, ông được tuyển dụng vào lực lượng Công an nhân dân, làm việc tại Phòng Cảnh sát I - Ty Công an Hòa Bình. Nhờ nỗ lực học tập và công tác nên ông được lãnh đạo Ty Công an Hòa Bình cử đi học tại trường bổ túc văn hóa tỉnh, rồi tiếp tục theo học hệ chuyên tu Đại học Cảnh sát nhân dân và cử nhân chính trị tại Học viện Chính trị Quốc gia Hồ Chí Minh.

## Sự nghiệp
Bùi Đức Sòn là đảng viên Đảng Cộng sản Việt Nam.
Ông đã kinh qua nhiều vị trí công tác, từ trinh sát, Trưởng Công an huyện, Trưởng phòng, cho đến Phó Giám đốc Công an tỉnh.
Đến đầu năm 2010, ông là Đại tá, giữ cương vị Thường vụ Tỉnh ủy, Giám đốc Công an tỉnh Hòa Bình.
Tháng 12 năm 2012, khi đang là Giám đốc Công an tỉnh, ông được Thủ tướng Chính phủ nước Cộng hòa xã hội chủ nghĩa Việt Nam phong quân hàm Thiếu tướng Công an nhân dân Việt Nam. Ông trở thành sĩ quan đầu tiên của lực lượng Công an nhân dân tỉnh Hòa Bình được phong tướng.
Ngày 1 tháng 10 năm 2015, Bộ trưởng Bộ Công an Trần Đại Quang quyết định để đồng chí Thiếu tướng Bùi Đức Sòn, Giám đốc Công an tỉnh nghỉ công tác chờ đủ tuổi nghỉ chờ hưu theo quy định. Đồng thời, quyết định bổ nhiệm Đại tá Nguyễn Văn Trung, Phó Giám đốc Công an tỉnh thay thế ông.

## Lịch sử thụ phong quân hàm
| Năm thụ phong | –      | 2012        |
| ------------- | ------ | ----------- |
| Quân hàm      |        |             |
| Cấp bậc       | Đại tá | Thiếu tướng |